# Jettatore

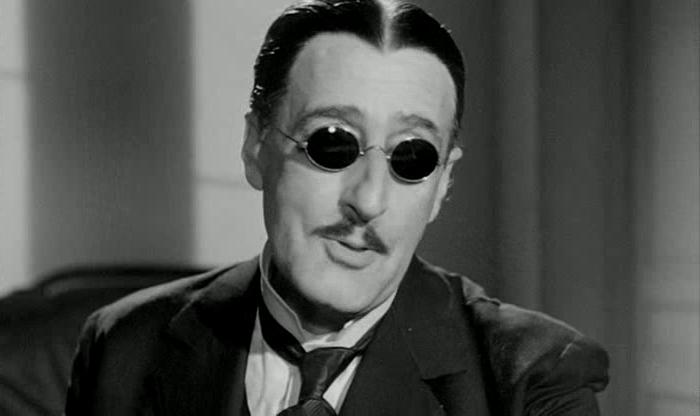
Totò jouant un jettatore dans Questa è la vita (1954).

Le jettatore (en italien aussi iettatore) est dans la tradition populaire italienne et surtout napolitaine un jeteur de sort. Figure majeure de la culture populaire que l'on retrouve souvent dans la littérature italienne et internationale, elle est liée à d'autres pratiques et croyances superstitieuses telles que le signe des cornes ou le mauvais œil.

## Étymologie du terme
Le terme jettatore désigne un jeteur de sort et est aujourd'hui principalement utilisé en Italie du Sud et en Corse. Écrit iettatore ou jettatore en italien (le «j» et le «i» étant originellement deux formes de la même lettre), plusieurs autres traductions en français sont possibles notamment jétatore (proposé en 1971 par Nina Catach). Le terme menagramo est aussi parfois utilisé.

## Origine
Le termes «jettatura» et «jettatore» apparaissent pour la première fois en 1787 dans un ouvrage écrit par le juriste et écrivain Nicola Valletta, personnalité du siècle des Lumières napolitain, et intitulé Cicalata sul fascino volgarmente detto jettatura. De nombreux autres traités sur ce phénomène de croyance populaire paraissent ainsi dans les décennies qui suivent : Capricci sulla jettatura, écrit par Marugj en 1815 ; Antidoto al fascino detto volgarmente jettatura, de Schioppa en 1830 ; et La jettatura e il malocchio in Sicilia, de Giuseppe Pitrè en 1884. 
Comme l'ont relevé Valletta puis le philosophe Benedetto Croce plus récemment, la jettatura serait un terme moderne servant à désigner un phénomène bien plus ancien, auparavant nommé «fascino» (équivalent du mauvais-œil), et qui remonterait à l'histoire médiévale et antique. De plus, la jettatura serait un phénomène qui, à ses débuts vers la fin du XVIIIe siècle, aurait surtout été populaire auprès des classes aisées, tandis que la croyance en la magie restait forte dans les zones rurales et les campagnes.

## Caractéristiques

### Types de Jettatori
Deux types de jettatori sont souvent différenciés dans la croyance populaire :
- Le premier est le jettatore par présence («iettatore di presenza» en italien). Il attirerait la malchance par sa simple présence et cela involontairement. Cela peut, d'ailleurs, être une source de douleurs pour le propre jettatore[3].
- Le second est le jettatore par intention («iettatore d'intenzione» en italien). Beaucoup plus rare, il serait capable d'attirer la malchance et le mauvais-œil volontairement sur une personne ou un groupe de personnes[3].

## Exemples historiques populaires
Au cours des deux derniers siècles, de nombreuses personnalités ont été considérés comme des jettatori. Parmi les plus célèbres on compte notamment l'empereur allemand Guillaume II, un des monarques européens responsables de la Première Guerre mondiale puis forcé d'abdiquer en faveur de la république en 1918, qui acquit sa renommée de jettatore en Italie lorsque, lors d'une de ses visites officielles, il fut témoin de plusieurs évènements infortunés dont l'écroulement d'un lustre au centre de la salle des banquets du Palais du Quirinal (résidence du roi d'Italie).
- Andrea De Jorio

## Présence dans les arts

### Littérature
- En 1843, Alexandre Dumas dédie plusieurs chapitres de son œuvre Le Corricolo à la figure du jettatore et à divers jettatori célèbres napolitains[4].
- Dans le court roman Le Comte de Mazzara, publié en 1866 dans son journal Le Mousquetaire et édité pour la première fois en volume en 2019, Alexandre Dumas met en scène la destinée fatale du protagoniste éponyme, un aristocrate palermitain « jettator » qui fait involontairement le malheur de ceux qui l'entourent.
- La nouvelle fantastique Jettatura, écrite par Théophile Gautier en juillet 1856, met en scène un jettatore, le comte Paul d'Aspremont, dans la ville de Naples.
- La première œuvre théâtrale de l'homme politique et auteur dramatique argentin Gregorio de Laferrère était intitulée ¡Jettatore! et fut représentée sur scène pour la première fois en 1904 devant le président argentin Julio Argentino Roca.

### Cinéma
- Le premier film du scénariste et acteur allemand Hans Rameau, paru en 1919, était intitulé Jettatore.

### Musique
- Jettatore est le nom d'une chanson de Carmen Maria Vega paru en 2017, dans son album Santa Maria[5].

Jaloux du succès du compositeur et violoncelliste franco-allemand Jacques Offenbach (1819-1880), le romancier et poète français Théophile Gautier aurait propagé une rumeur selon laquelle Offenbach aurait été un jettatore.